# Manuel de la Bárcena
Manuel de la Bárcena (1769-1830) est un homme politique mexicain, membre de la Première Régence du Mexique entre 28 septembre 1821 et 11 avril 1822 avec les membres titulaires Agustín de Iturbide, Juan O'Donojú y O'Rian, José Isidro Yañez, Antonio Pérez Martínez y Robles, Manuel Velázquez de León y Pérez,.